# Campanha presidencial de Donald Trump em 2016
A Campanha presidencial de Donald Trump em 2016 foi oficializada em 16 de junho de 2015 na Trump Tower, sede da Organização Trump em Nova Iorque. Trump foi o candidato a Presidente dos Estados Unidos pelo Partido Republicano durante a eleição presidencial de 2016, tendo vencido a maioria das primárias estaduais, caucus e delegados na Convenção Nacional Republicana de 2016. Posteriormente, selecionou Mike Pence, então Governador de Indiana, como seu companheiro de chapa competindo pela Vice-presidência. Em 8 de novembro de 2016, Trump e Pence foram eleitos Presidente e Vice-presidente dos Estados Unidos, respectivamente.
As posições populistas de Trump em oposição à imigração ilegal em seu país e acordos comerciais recentes, como a Parceria Transpacífico, aproximaram-no do eleitorado masculino, branco e do chamado "colarinho azul". Algumas de suas declarações públicas geraram enorme controvérsia, atraindo forte cobertura da imprensa norte-americana e estrangeira sobre sua campanha.
As passeatas de Trump atraíram grandes multidões, assim como controvérsia pública. Alguns destes eventos foram marcados por incidentes de violência entre eleitores e manifestantes de Trump, tendo inclusive seu discurso em Chicago sido interrompido pelas multidões contrárias à sua campanha. Trump, por sua vez, foi acusado de encorajar violência em seus discursos públicos.
Seu desprezo pessoal por correção política tornou-se um dos símbolos de sua campanha, gerando popularidade entre seus eleitores. Muitos, inclusive alguns comentaristas da grande mídia e Republicanos proeminentes, enxergaram-no como um apoiador do racismo, o que o próprio candidato sempre negou veementemente. As declarações mais divulgadas de Trump durante toda a campanha foram as propostas com relação a imigração e segurança de fronteiras, com destaque para sua proposta de deportação de imigrantes ilegais e a construção de um muro na fronteira com o México, cujos habitantes chamou de "criminosos, traficantes de drogas e estupradores". Na política externa com relação ao Oriente Médio, Trump havia proposto um veto temporário à entrada de islâmicos nos Estados Unidos, visando frear a onda de terrorismo internacional.
Ao longo da campanha, Trump enfrentou forte oposição dos Republicanos (que passaram a considerá-lo um depreciador da imagem pública do partido) e logicamente dos Democratas (que denunciavam suas políticas anti-imigratórias e anti-islâmicas, seu comportamento explosivo e suas críticas negativas para com a imprensa estadunidense); apesar de que grupos de conservadores, liberais e independentes criticaram os congressistas por priorizar a fidelidade partidária e evitar alienação dos eleitores de Trump garantindo a reeleição, ao condenar diversas ações do candidato.

## Antecedentes
Em cada período eleitoral desde a eleição presidencial de 1988, Trump têm sido considerado um potencial candidato à Casa Branca. Em outubro de 1999, o empresário nova-iorquino declarou-se um provável candidato do Partido Reformista para a eleição presidencial de 2000, porém retirou sua candidatura em 14 de fevereiro do mesmo ano. Em 2004, Trump declarou-se identificado com a ideologia do Partido Democrata, mas regressou ao Partido Republicano em setembro de 2009. Após manter-se independente entre 2010 e 2011, Trump firmou-se como Republicano em abril de 2012.
Em 2013, Trump realizou uma pesquisa sobre sua possível candidatura à Presidência dos Estados Unidos em 2016. Em outubro de 2013, Republicanos de Nova Iorque sugeriram-lhe concorrer para o governo do estado em 2014, dentre os quais Joseph Borelli e Carl Paladino, que posteriormente atuou como Co-presidente da campanha. Em fevereiro de 2015, Trump não renovou seu contrato televisivo para a produção de The Apprentice, o que gerou especulações sobre seu esperado retorno à carreira política. No fim do mesmo ano, Trump foi um dos palestrantes da Conservative Political Action Conference.

## Campanha

### Anúncio

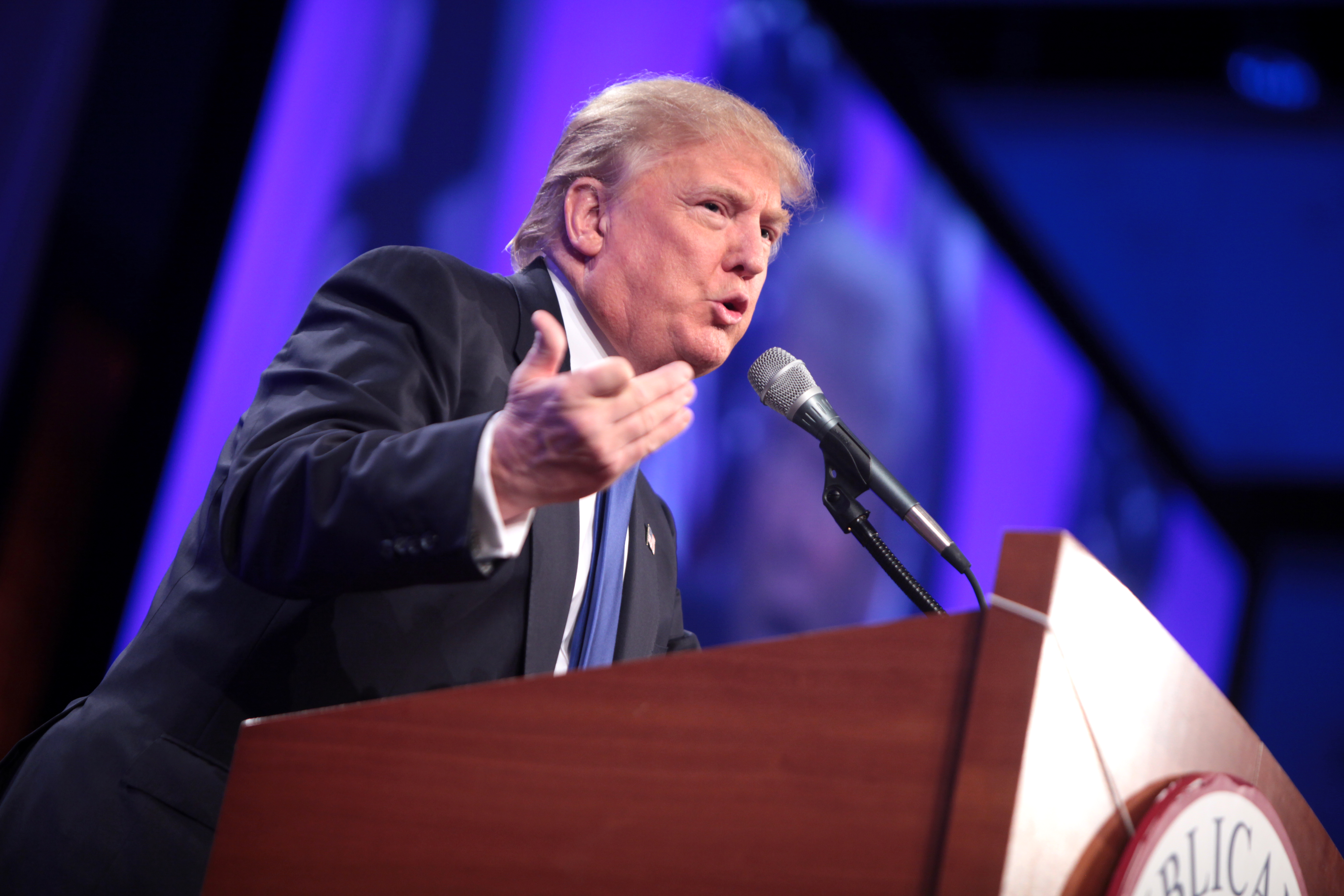
Trump discursa em evento do Partido Republicano de Iowa, maio de 2015.

Trump anunciou formalmente sua candidatura em 16 de junho de 2015 durante uma passeata na Trump Tower, em Manhattan, Nova Iorque. Em seu discurso, Trump chamou atenção para assuntos  de interesse interno, como a imigração ilegal, o processo de offshoring dos postos de emprego estadunidenses, a dívida pública do país e as precauções com o terrorismo islâmico. O slogan de campanha escolhido foi a frase "Make America Great Again" (ou "Tornar a América Grande Novamente", em português), que já havia sido utilizada por Ronald Reagan em sua campanha eleitoral de 1980. Trump declarou arcaria com sua própria campanha através de suas finanças pessoais, recusando qualquer oferta de patrocínio ou financiamento por doadores ou lobistas.

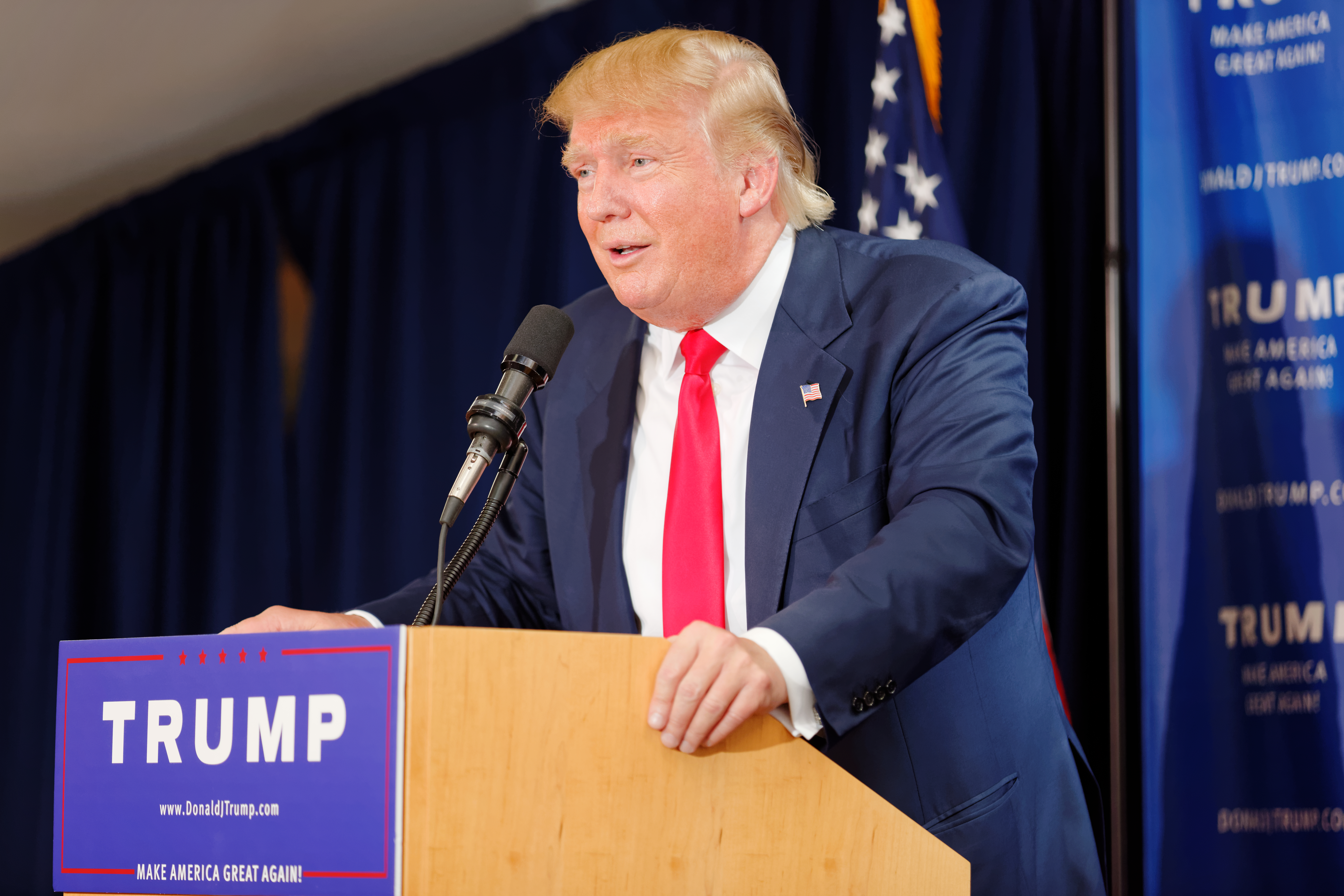
Trump discursa em evento de campanha em Nova Hampshire, julho de 2015.

Após o anúncio, grande parte da imprensa voltou sua atenção para o comentário sobre imigração ilegal: "Quando o México envia seus cidadãos, eles não estão enviando o seu melhor... estão enviando pessoas cheias de problemas, que trazem estes problemas com eles. Estão trazendo drogas. Estão trazendo criminalidade. São estupradores. E alguns, eu admito, são boas pessoas." A declaração de Trump causou uma enorme controvérsia, levando diversas corporações (incluindo NBC, Macy's, Univision e a organização esportiva NASCAR) a negar qualquer possível apoio à sua candidatura. Os demais candidatos à Casa Branca expressaram opiniões diversas sobre o episódio, sendo que alguns Republicanos discordaram da postura de Trump, mas endossaram o discurso contra imigração ilegal. Por outro lado, os Democratas, em sua ampla maioria, condenaram as afirmações do republicano e consideraram suas políticas como "ofensivas" e "inflamadas".
Após a controvérsia pública, Trump reafirmou seus comentários, citando diversos artigos jornalísticos que os comprovassem. Trump afirmou que sua intenção era comentar especificamente sobre o governo mexicano, por fazer uso da insegura fronteira para transferir prisioneiros aos Estados Unidos; reiterando que seu comentário não era sobre o povo mexicano em si.

### Início de campanha

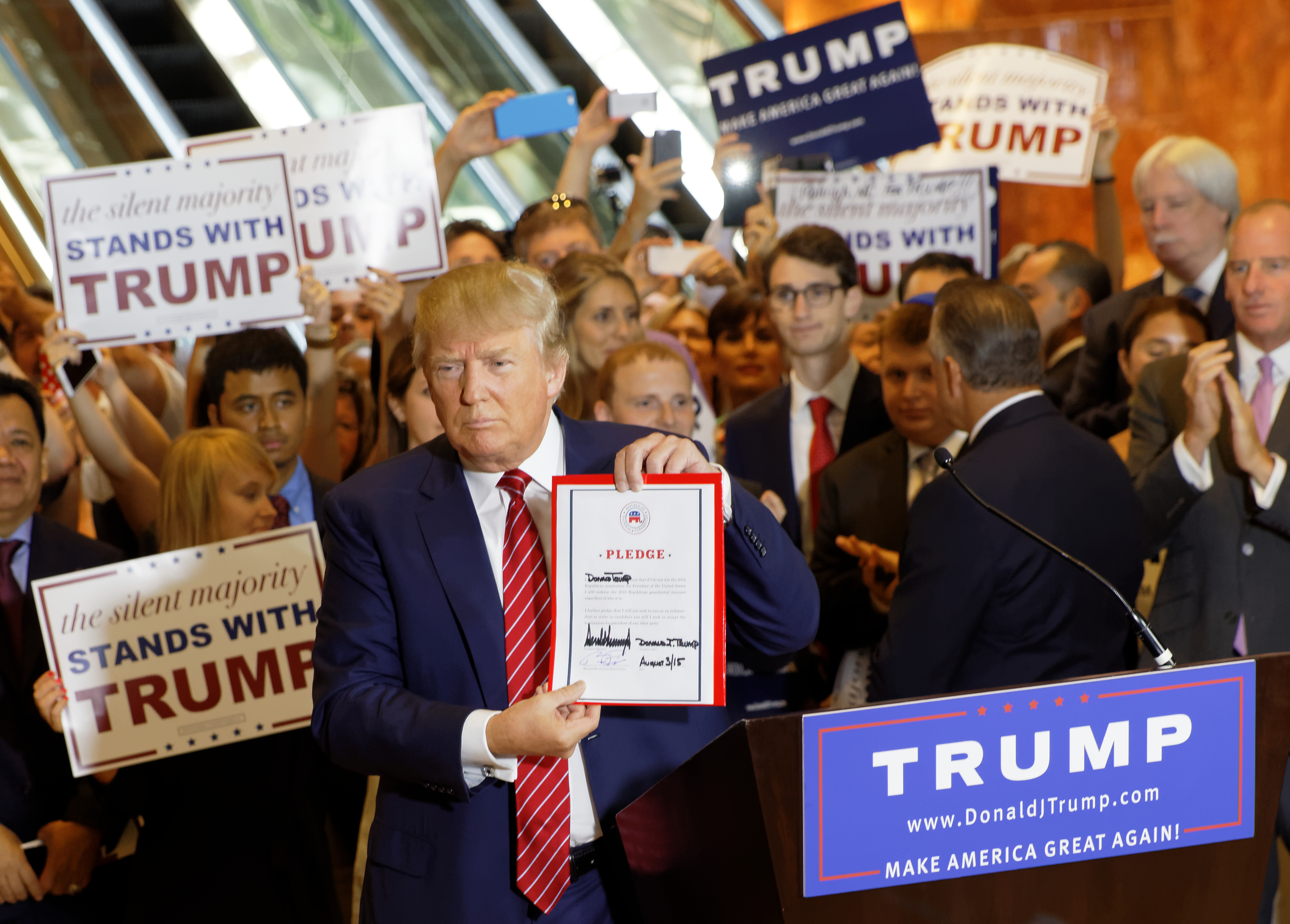
Donald Trump exibe documento de fidelidade ao Partido Republicano, caso não fosse eleito nas primárias.

Após o anúncio de sua candidatura em junho de 2015, Trump empreendeu uma viagem por diversos estados norte-americanos, incluindo Iowa e Nova Hampshire, para promover sua campanha para as primárias do Partido Republicano no ano seguinte. No início de julho de 2015, Trump visitou cidades do Oeste Americano, liderando diversas passeatas e discursando memoravelmente em Las Vegas e Los Angeles - duas das maiores cidades da região. Em 23 de julho, a comitiva de Trump visitou a fronteira com o México e planejou um encontro com guardas e fiscais na área, o que não ocorreu por intervenção do Escritório de Tarifas e Fronteiras dos Estados Unidos (CBP).
Em julho, a Comissão Eleitoral Federal publicou detalhes das finanças e atividades de Donald Trump, divulgadas pelo próprio para concorrer como candidato republicano. Segundo o relatório, Trump possuía mais de 1.4 bilhão de dólares e débitos de, no mínimo, 265 milhões de dólares. Logo em seguida, a campanha republicana lançou um relatório elevando seu patrimônio para mais de 10 bilhões de dólares, apesar de que a revista Forbes afirme ser um total de 4.5 bilhões. Em 6 de agosto de 2015, a Fox News transmitiu a nível nacional e internacional o primeiro debate pelas primárias do Partido Republicano, durante o qual Trump recusou-se a intencionar uma campanha por um "terceiro partido" caso não fosse eleito. Eventualmente, em setembro do mesmo ano, assinou uma declaração pública alegando fidelidade ao Partido Republicano.
Em 21 de agosto, a Comissão Eleitoral Federal publicou uma listagem de arquivos das PACs aos candidatos presidenciais de 2016, segundo a qual Donald Trump era o único entre os republicanos a não usufruir de financiamento externo para sua campanha. Dois meses mais tarde, o PAC Make America Great Again, que havia arrecadado 1.7 bilhão de dólares, foi desmantelado após ter suas relações com Trump denunciadas pelo Washington Post.

### Imigração ilegal

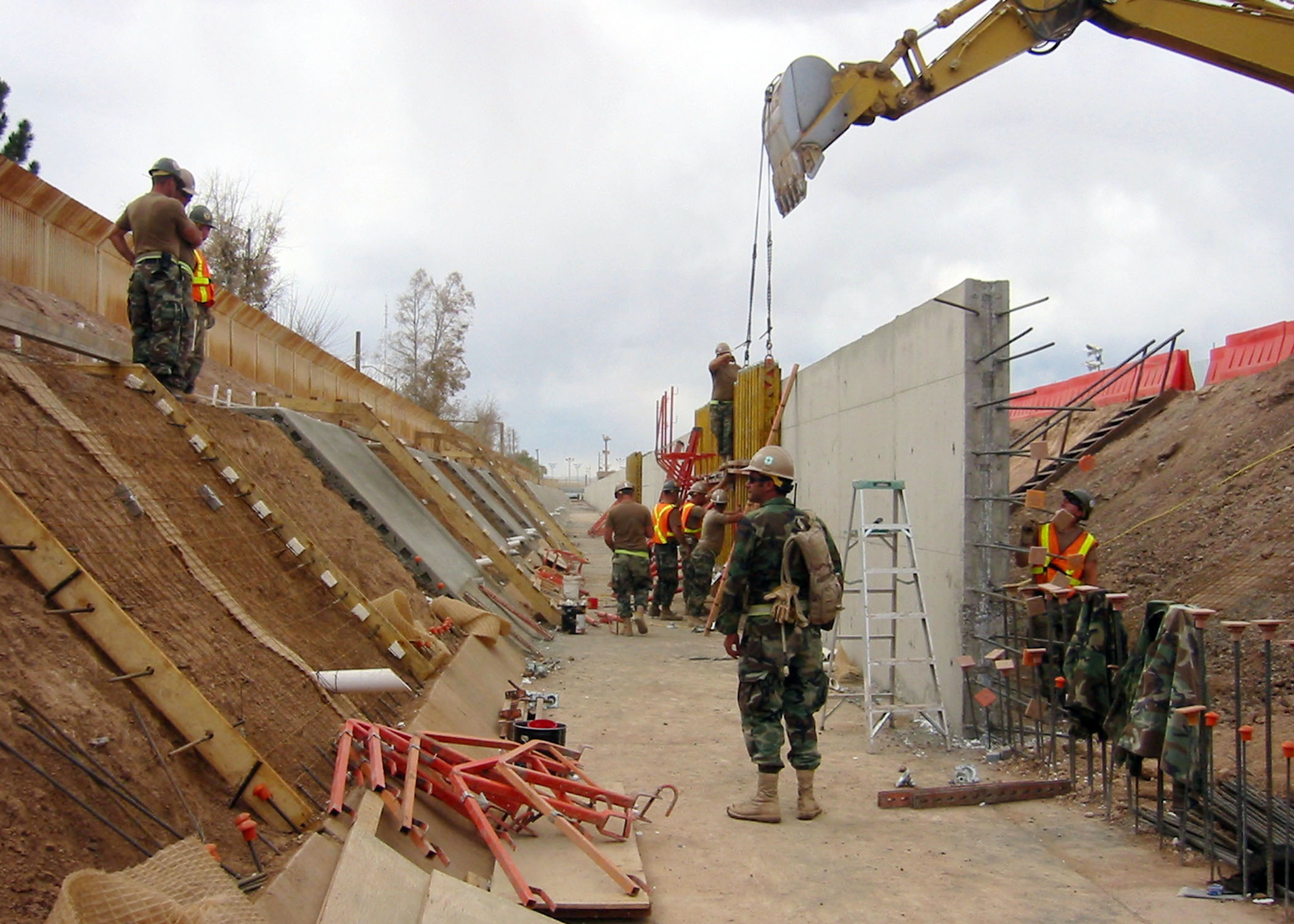
Barreira na fronteira entre os dois países já em construção em 2009.

No discurso de lançamento de sua candidatura, Trump prometeu construir um "grande, grande muro" na fronteira entre Estados Unidos e México, enfatizando a proposta durante toda sua campanha, além de afirmar que a construção do muro seria financiada pelo governo mexicano. Em discurso de julho de 2015, Trump propôs uma ação efetiva contra a imigração ilegal em seu país, alegando que o governo mexicano estaria "expurgando seus habitantes mais indesejados aos Estados Unidos...em muitos casos, criminosos, traficantes de drogas e estupradores". Em sua primeira reunião cívica, ocorrida em Derry, Nova Hampshire, em 19 de agosto de 2015, Trump afirmou: "No primeiro dia da minha presidência, eles serão retirados rapidamente". Seu rival republicano, Jeb Bush afirmou que "Trump errou nisto" e que "fazer estes comentários extraordinariamente feios não reflete a imagem do Partido Republicano". Mesmo após a orientação recebida por Reince Priebus para reduzir o tom de agressividade em suas propostas imigratórias, Trump afirmou ter sido parabenizado em alguns outros pontos pelo Comitê Nacional do partido.
Em uma passeata de julho de 2015 em Phoenix, Arizona, Trump foi recebido pelo Xerife do Condado de Maricopa, focando seu discurso no caso de uma criança estadunidense morta por membros de gangues mexicanas em 2008 na cidade de Los Angeles. O irmão de Kate Steinle, que foi assassinada em San Francisco por um imigrante ilegal, criticou Trump por supostamente fazer uso do caso de sua irmã para fins políticos, enquanto um vídeo viralizou nas redes relatando a vantagem obtida pela campanha na divulgação do ocorrido.

Aproximadamente 8 milhões de trabalhadores manuais nos Estados Unidos eram imigrantes ilegais, em dados de 2012.

A emissora mexicana Univision anunciou não mais transmitir o concurso Miss USA, de propriedade do empresário. Em resposta, Trump anunciou tratar a questão de forma judicial, seguindo com uma ação judicial de 500 milhões contra a emissora. O juiz entendeu que a Univision estaria tentando boicotar os direitos de expressão de Trump ao pressionar seus investimentos. A emissora estadunidense NBC, por sua vez, não transmitiu o Miss Universo e o Miss USA. Posteriormente, o conglomerado Grupo Televisa cortou relações com as Organizações Trump, assim como a Ora TV, também de propriedade do bilionário mexicano Carlos Slim.
A rede Macy's também anunciou o corte de mercadorias comercializadas por Trump. Serta, uma fabricante de colchões, também declarou seu repúdio às propostas de Trump. A organização desportiva NASCAR também manifestou seu descontentamento ao anunciar que não organizaria seu tradicional banquete de premiação no Trump National Doral Miami, um dos campos de golfe pertencentes ao empresário.
O próprio povo estadunidense teve reações polarizadas às propostas imigratórias de Trump, com um amplo apoio dos Republicanos e uma minoria de Democratas contrários. Ainda assim, uma pesquisa lançada em setembro de 2015 demonstrou que 48% da população adulta dos Estados Unidos apoiava a proposta de Trump de construir um muro fronteiriço. Em março de 2016, a mesma pesquisa foi realizada, demonstrando 43% de aprovação popular à medida.

### Nomeação de Mike Pence
Do início a meados de julho, diversos veículos de imprensa divulgaram uma lista de possíveis nomeações de Donald Trump para sua compor sua chapa eleitoral. Posteriormente, o então governador de Indiana Mike Pence, o governador de Nova Jérsei Chris Christie e o antigo Presidente da Câmara dos Representantes Newt Gingrich foram considerados possíveis candidatos a Vice-presidente.
Em 15 de julho de 2016, Trump anunciou através de sua conta no Twitter que havia selecionado Pence como seu companheiro de chapa. Em uma coletiva de imprensa no dia seguinte, Trump apresentou Pence, que aceitou formalmente a nomeação em 20 de julho durante a Convenção Nacional Republicana.

## Posições políticas
Trump afirma ser um "Republicano conservador". Os comentadores Norman Ornstein e William Kristol consideraram suas posições políticas coletivamente como "Trumpismo". Editores do The Wall Street Journal, por sua vez, utilizaram o termo ao tecer paralelos com os movimentos populistas na China e nas Filipinas. De uma perspectiva política exterior, o Vice-Chanceler alemão Sigmar Gabriel compararam-no com a então candidata presidencial francesa Marine Le Pen, Geert Wilders e o ex-primeiro-ministro italiano Silvio Berlusconi. Na Convenção Nacional Republicana de 1988, Trump foi questionado por Larry King, da CNN: "Você pode ser classificado como um Republicano do Leste, Republicano "Rockefeller". Concorda?" Ao que Trump respondeu: "Eu acho que você poderia responder por mim". Quando considerou concorrer novamente contra Andrew Cuomo pelo Governo de Nova Iorque, foi taxado como "Republicano Rockefeller".

## Marca de campanha

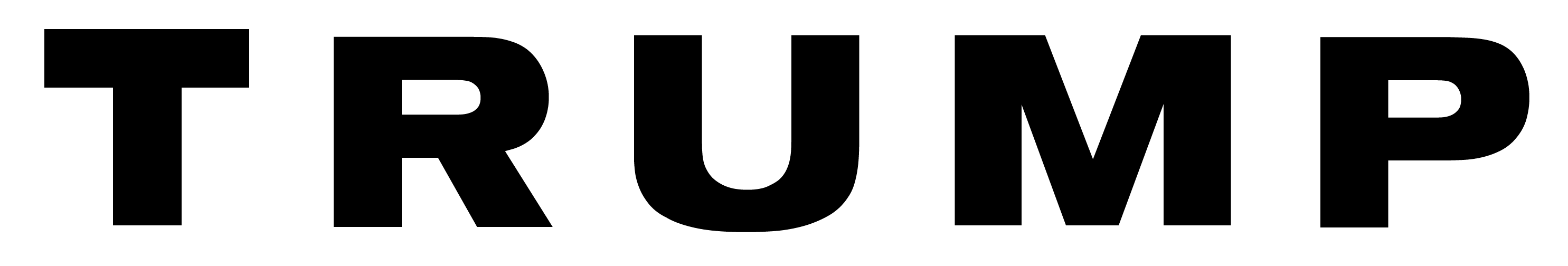
Logotipo da pré-candidatura de Trump.
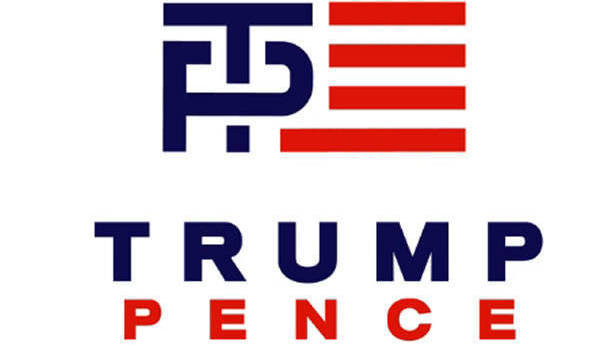
Logotipo oficial refletindo a escolha de Mike Pence como companheiro de chapa.
Logotipo definitivo da campanha Trump-Pence.

A campanha focou quase que inteiramente na imagem pessoal de Trump, reforçada por sua ampla exposição midiática. Antes de sua candidatura, a The Trump Organization também contava com seu proprietário como marketing estratégico. Consequentemente, o nome 'Trump' acabou espalhando-se pelos Estados Unidos, antes mesmo do início da campanha presidencial. Devido à cobertura pela imprensa, Trump adquiriu um nível de divulgação altíssimo em comparação aos demais candidatos das primárias republicanas.
Antes do anúncio de Mike Pence como seu companheiro de chapa em julho de 2016, o logotipo de campanha consistia no nome 'Trump' em letras capitais na tipografia Akzidenz-Grotesk. Após o anúncio, no entanto, a campanha recebeu um novo logotipo, combinando os nomes dos dois candidatos ligados através das respectivas iniciais: 'T' e 'P'. A marca tornou-se alvo de paródias que interpretaram-na como uma sugestão sexual; tendo sido imediatamente revitalizada pela equipe.